# Daniele Patumi
Daniele Patumi (Umbrië, 1956) is een Italiaanse jazzcontrabassist van de modernjazz en de Europese kunstmuziek.

## Biografie
Patumi studeerde tot 1979 aan de muziekacademie in Perugia, maar trad al in 1978 op de voorgrond bij de Europese première van Ernst Křeneks duo voor fluit, contrabas en geluidsband tijdens de muziekweek in Siena. Hij gaf soloconcerten tijdens de festivals van Bozen, Umbrië, Luzern, Willisau en Cesena en werkte met symfonie- en kamerorkesten. In 1984 was hij betrokken bij de opvoering van de opera I Delfini della Montagna van Paolo Liberati. Hij behoort vanaf de oprichting van 1989 tot 2003 tot de groep Pago Libre en is ook betrokken bij andere projecten van John Wolf Brennan. Hij is ook lid van Roberto Laneri's ensemble Memory en Umberto Petrins Wirrwarr. Verder is hij lid van het Sud Ensemble van Pino Minafra. Hij behoorde met Gianluigi Trovesi, Tiziano Tononi en Herb Robertson tot het ensemble Nexus. Patumi toerde ook met Burhan Öçal, Alex Cline, Gabriele Hasler, Corin Curschellas, Steve Argüelles, Bernd Konrad, Lindsay Cooper, Robert Dick, het Italian Instabile Orchestra en Brigitte Schär.

## Discografie
- 1992: Ten Zen Ten Ces (duo met John Wolf Brennan)
- 1999: Pago Libre: Cinémagique (met Brennan, Arkady Shilkloper, Tscho Theissing)